# Emilie Gustafsson
Emilie Sofia Gustafsson, född Seth den 24 juni 1832 i Karlshamn, död 9 september 1897 i Göteborgs domkyrkoförsamling, var en svensk skådespelare, aktiv 1853–1882. Hon spelade vanligen "salongsdamer" och var särskilt uppmärksammad för sin karriär vid Göteborgsteatern under 1870-talet.

## Biografi
Fadern var brandman.
Hon var anställd vid Hesslers teatersällskap 1853–59 och vid Ladugårdslandsteatern i Stockholm 1859-61.
Därefter var hon engagerad vid Svenska Teatern i Helsingfors 1861–63, vid Södra teatern 1864–66, vid Svenska Teatern i Helsingfors 1866-73, och vid Stora Teatern, Göteborg åren 1874–82. Hon slutade arbeta av hälsoskäl efter spelåret 1881–82. Efter avslutad scenisk karriär ska hon verksam som scenlärare och var "i flera år därefter en värderad lärarinna i talets konst åt unga sceniska adepter."
Om hennes tid i Göteborg under 1870-talet sades:
"Emilia Gustafsson, göteborgs-scenens primadonna den tiden — tjusande som signora Pepita, stolt som Cecilia av Eka. Fru Gustafsson var en ståtlig uppenbarelse på scenen, en mästarinna i diktionens konst, och alla hennes framställningar buro prägel av djup och sanning och ett suveränt herravälde över plastik och mimik."
År 1887 sades följande om hennes karriär:
"Fru G. spelade bäst då hon skulle återgifva salongsdamer, men att hon ej var hänvisad endast till denna genre, derom vitna de olikartade roler hon utfört, och bland hvilka vi här endast anföra Grefvinnan Danicheff i "Familjen Danicheff", Hertiginnan i "Tråkigt sällskap", Ebba Stenbock i "Daniel Hjort", Mor Fadette i "Syrsan", fru Tjælde i "Ett handelshus" och guvernanten i "Den nye bibliotekarien".
Hon gifte sig 1860 med skådespelaren, regissören och scendirektören Gustaf Gustafsson(1835–1884), som under tiden i Göteborg var scenisk direktör under Rignér.

## Teater

### Roller (ej komplett)
| År   | Roll     | Produktion                        | Regi | Teater                |
| ---- | -------- | --------------------------------- | ---- | --------------------- |
| 1874 | Magnhild | Bröllopet på Ulfåsa Frans Hedberg |      | Nya teatern, Göteborg |